# 松ヶ根部屋
松ヶ根部屋（まつがねべや）は、かつて、東京大角力協会や大日本相撲協会（現・日本相撲協会）に所属していた相撲部屋。

## 概要
大正時代に年寄・7代松ヶ根（小結・紅葉川）が友綱部屋から独立した部屋。1940年代に甲斐錦を幕内に育てたところで部屋を閉じ、二所ノ関部屋に弟子たちを譲り渡した。

## 師匠
- 7代：松ヶ根 孝市（まつがね こういち、小結・紅葉川、埼玉）

## 力士

### 幕内
前頭
- 甲斐錦勝（前14・山梨）